# Maurstad-Denkmal

Maurstad-Denkmal, 2019

Das Maurstad-Denkmal ist ein Denkmal für den norwegischen Schauspieler Alfred Maurstad (1896–1967) in Nordfjordeid in der norwegischen Gemeinde Stad.
Es befindet sich westlich vor dem Rathaus im Maurstad-Park am Lotevegen, über den die Europastraße 39 geführt wird.
Das Denkmal wurde vom Bildhauer Arnold Haukeland geschaffen und im Jahr 1977 aufgestellt. Es zeigt Alfred Maurstad als Statue in einer Rolle als Peer Gynt. Die Statue steht auf einem Steinsockel.
Auf der Vorderseite des Sockels ist die Inschrift

„Alfred Maurstad
1896–1967“

angebracht.